# Asperula pusilla
Asperula pusilla är en måreväxtart som beskrevs av Joseph Dalton Hooker. Asperula pusilla ingår i släktet färgmåror, och familjen måreväxter. Inga underarter finns listade i Catalogue of Life.